# Fortín Lugones
Fortín Lugones é um município da Argentina, localizada na província de Formosa